# Вулиця Авіаційна (Хмельницький)
Вулиця Авіаційна — вулиця в південній частині міста Хмельницького.

## Історія
Вулиця Авіаційна розташована у південній частині міста Хмельницького у мікрорайоні Дубове. Свою назву вона отримала у 1993 році.